# Волков, Владимир Николаевич (депутат)
Владимир Николаевич Волков (23 августа 1948 года в деревне Зеновка Пречистенского района Ярославская область, РСФСР , СССР – 13 декабря 2023) — советский и российский военный, политический деятель, секретарь Оренбургского областного комитета КПРФ депутат Государственной Думы ФС РФ первого, второго и третьего созывов.

## Биография
С 1967 по 1969 года проходил срочную службу в Московском военном округе, был инструктором, командиром отделения, заместителем командира взвода. С 1969 по 1970 год был курсантом сверхсрочной службы Центральных офицерских курсов Радиотехническик войск ПВО СССР.
С 1970 по 1971 год лейтенант РТВ ПВО, был секретарём комсомольской организации, с 1971 по 1976 год служил помощником начальника политотдела полка, помощником начальника политотдела корпуса по комсомольской работе. С 1976 по 1980 год служил заместителем командира батальона по политической части. В 1978 году получил высшее педагогическое образование в Тамбовском государственном педагогический институте. В 1986 году окончил Военно-политическую академию им. В. И. Ленина.
С 1980 по 1991 год служил заместителем начальника политического отдела бригады, заместителем командира бригады — начальником политического отдела, заместителем командира бригады по политической части — начальником политического отдела. С 1991 по 1993 год служил помощником командира части по работе с личным составом, в 1993 году в звании подполковника был уволен по выслуге лет. В 1993 году работал в средней школы № 15 в г. Орске Оренбургской области учителем истории.
В 1993 году был избран депутатом Государственной думы I созыва от Орского одномандатного избирательного округа № 133. В государственной думе был членом комитета по обороне, входил во фракцию КПРФ.
В 1995 году был избран депутатом Государственной думы II созыва, был членом комитета по обороне, членом Счётной комиссии, входил во фракцию КПРФ.
В 1999 году был избран депутатом Государственной думы III созыва, был заместитель председателя комитета по обороне, членом комиссии по проблемам устойчивого развития, членом комиссии по рассмотрению расходов федерального бюджета, направленных на обеспечение обороны и государственной безопасности Российской Федерации, входил во фракцию КПРФ.
В 2015—2019 году — член Центральной контрольно-ревизионной комиссии КПРФ, секретарь Центрального исполнительного комитета Международного Объединенного Союза советских офицеров.
Умер 13 декабря 2023 года.

## Законотворческая деятельность
За время исполнения полномочий депутата Государственной думы I, II и III созыва выступил соавтором 45 законодательных инициатив и поправок к проектам федеральных законов.

## Награды
Медаль «За безупречную службу» трех степеней

## Семья
Был женат, имел сына и дочь.